# Can Özüpek
Can Özüpek (2 febbraio 1996) è un triplista turco.

## Biografia
Ha esordito internazionalmente nel 2017 in Polonia; l'anno seguente ha vinto una medaglia di bronzo nella versione per l'atletica leggera under 23 dei Giochi del Mediterraneo, disputati a Jesolo, e guadagnatosi la finale ai Europei di Berlino.

## Palmarès
| Anno | Manifestazione             | Sede      | Evento       | Risultato | Prestazione | Note                                   |
| ---- | -------------------------- | --------- | ------------ | --------- | ----------- | -------------------------------------- |
| 2017 | Europei U23                | Bydgoszcz | Salto triplo | 5º        | 16,10 m     |                                        |
| 2018 | Camp. balcanici indoor     | Istanbul  | Salto triplo | 4º        | 16,00 m     |                                        |
| 2018 | Camp. del Mediterraneo U23 | Jesolo    | Salto triplo | Bronzo    | 16,39 m     | Miglior prestazione nazionale under 23 |
| 2018 | Europei                    | Berlino   | Salto triplo | 12º       | 15,88 m     |                                        |
| 2019 | Europei indoor             | Glasgow   | Salto triplo | 12º (q)   | 16,28 m     |                                        |
| 2019 | Universiadi                | Napoli    | Salto triplo | 4º        | 16,56 m     |                                        |
| 2019 | Camp. balcanini            | Pravec    | Salto triplo | Bronzo    | 16,37 m     |                                        |
| 2024 | Europei                    | Roma      | Salto triplo | 10º       | 16,23 m     |                                        |
| 2025 | Europei indoor             | Apeldoorn | Salto triplo | 7ª        | 16,29 m     |                                        |